# Carl Friedrich von Weizsäcker
Carl Friedrich Freiherr von Weizsäcker, född 28 juni 1912 i Kiel, död 28 april 2007 i Söcking vid Starnbergsjön i Bayern, var en tysk fysiker och filosof. Han var son till diplomaten baron Ernst von Weizsäcker, bror till Tysklands tidigare president Richard von Weizsäcker och far till politikern Ernst Ulrich von Weizsäcker. 
Carl Friedrich von Weizsäcker var den längst levande medlemmen av den grupp av tyska fysiker, som försökte att utveckla en tysk atombomb under andra världskriget. 
Efter kriget ägnade Weizsäcker sig alltmer åt filosofiska frågor och blev pacifist. Han  tilldelades 1961 den tyska orden  Pour le Mérite für Wissenschaften und Künste.

## Eftermäle
Asteroiden 13531 Weizsäcker är uppkallad efter honom.